# コトウロレナ
コトウ ロレナ（1985年12月21日 - ）は、日本の女優。ヒラタオフィス所属。旧芸名は古藤 ロレナ。

## 来歴
日本人の父親とフランス系ルーマニア人の母親を持つ。ルーマニア・トランシルヴァニア生まれで、国籍は日本。12歳の時から日本に住んでいる（大阪育ち）。ルーマニア時代には美術系の国立学校に通っていた。
芸能活動は日本を拠点としており、舞台や映画で個性派女優として活動。フジテレビ『ゴールドハウス』の企画ユニットである¥enガールのメンバーを務めていたこともある。2013年、神奈川県横浜市で行われた映画祭『シネマジャンクション2013』で最優秀女優賞を受賞した。

## 人物
日本語（関西弁）、英語、フランス語、ルーマニア語の4か国語を話せる。
特技は乗馬と即興ダンス。特に馬術のジャンピング（障害飛越競技）では、試合に出場可能な免許も所得している。即興ダンスに関しては、ダンサー・振り付け師の香瑠鼓の下での修行経験があり、ライブでも即興ダンスを披露している。
趣味は絵画とポスター作り。キャラクターが好きで、特にムーミンのファンである。映画を沢山観るため、学生の頃にはレンタルビデオ屋で働いていた。
尊敬する人物はトーベ・ヤンソン、大島渚、寺山修司、デヴィッド・リンチ、パブロ・ピカソ、エディット・ピアフ。
舞台ではヒロインや女性的な役が多いが、本人はエキセントリックな作品や性別に関わりなく演じることが好きと演劇雑誌のインタビューで話している。

## 出演
¥enガール時代の活動については¥enガールの記事を参照。

### 映画
- 東京島（2010年8月28日、ギャガ） - パム 役
- Make the Last Wish（2011年1月21日限定公開、ヒューマントラストシネマ渋谷） - ジェイミイ 役[7]
- 冷たい熱帯魚（2011年1月29日、日活）
- 世界のどこにでもある、場所（2011年2月26日、グアパ・グアポ） - ローナ 役
- 幸運の壷〜Good Fortune〜（2012年2月25日、よしもとクリエイティブ・エージェンシー）
- MOONS (part1) （2012年、イメージフォーラム・フェスティバル2012出品作） - ナレーション[8]
- 地獄でなぜ悪い（2013年3月3日） - 大月まゆ 役
- GIRLS CONNECTION（2013年） - ジャスミン 役
- 新宿スワン（2015年）
- ピン中!（2016年） - ジェーン 役
- ディアスポリス -DIRTY YELLOW BOYS-（2016年） - コトー 役
- 廃都（2016年）[9]
- こいのわ 婚活クルージング（2017年）
- プリズナーズ・オブ・ゴーストランド Prisoners of the Ghostland（2021年）

### 舞台
- ピープルシアター第53回公演 「砂のクロニクル」 - ヒロイン ハリーダ 役（2011年10月19日 - 25日、シアターΧ）
- ピープルシアター第54回公演 「カルタゴの人々」 - 主演の一人 グレタ 役（2012年3月14日 - 20日、サンモールスタジオ）
- 幌張馬車-ポジャンマッチャ-プロデュースVol.4 「夏祭りの前に」- ヒロイン 加藤ゆうき 役（2012年7月11日 - 16日、上野ストアハウス）
- ピープルシアター第55回公演 「琉歌 アンティゴネー」 - 準主役 カナイ 役（2012年10月10日 - 16日、シアターΧ）
- 「銀河英雄伝説 輝く星 闇を裂いて」 - エリザベート フォン リューネベルグ 役 （2011年11月15日 - 28日、東京国際フォーラム）
- ピープルシアター第57回公演「女のほむら（高橋お伝、切なき愛のものがたり）」 - 高橋お伝 役 （2013年1月16日 - 20日、東京芸術劇場シアターウエスト）
- ぱるエンタープライズ公演Vol.33「ソウル ドリームズ」 - ヒロイン レイ役（2013年5月28日 - 6月2日、東京芸術劇場シアターウエスト）
- ピープルシアター第58回公演 「幻しの王」 -（2013年12月）
- ピープルシアター第59回公演 「蝦夷地別件」 - ヒロイン キララ役（2013年10月、東京芸術劇場シアターウエスト）
- 「大海原で」- 主演の一人 大役（2014年3月）
- ピープルシアター第60回公演 「嘆きのベイルート」 - ヒロイン ラナ 役（2014年10月22日 - 26日、シアターΧ）
- ピープルシアター第61回公演 「金色の翼に乗りて」（2015年2月18日 - 22日、シアターΧ）
- ヴィトカッツィ誕生100周年記念舞台 「母」（2015年10月、シアターΧ）
- アルシェ提携公開「誤解」（2017年1月23日 - 29日、阿佐ヶ谷アルシェ）
- ハット企画 「シェフェレ」（2017年5月11日 - 21日、下北沢『劇』小劇場）

### ドラマ
- 僕の彼女にプレゼンします！（2005年9月13日、読売テレビ） - 福子 役
- 家族善哉（2006年11月27日 - 2007年1月26日、毎日放送） - エレナ 役
- ハチミツとクローバー（2008年、フジテレビ）
- 月曜ゴールデン 捜し屋★諸星光介が走る! 5（2010年4月12日、TBS） - ルイ 役
- ストレンジャーズ6 （2012年1月27日 - 5月4日、WOWOW / フジテレビ） - 富永ソフィア 役
- VISION-殺しが見える女-（2012年7月5日 - 9月27日、読売テレビ） - 朝倉マリア 役
- 星新一ミステリーSP「きまぐれロボット」（2014年2月15日、フジテレビ） - ロボット（声）役
- リーガルハイ・スペシャル（2014年11月22日、フジテレビ） - 藤森看護師 役
- アイアングランマ（2015年1月10日 - 2月14日、NHK BSプレミアム） - 工作員 役
- 連続ドラマW「スケープゴート」（2015年4月12日 - 5月3日、WOWOW） - 麻由の友人 役
- バブリシャスロード アニキと俺物語（2015年、BS11） - ヴィヴィアン 役[3]
- ディアスポリス 異邦警察（2016年、毎日放送） - コトー 役
- SRサイタマノラッパー〜マイクの細道〜（2017年、テレビ東京） - トリーシャ 役
- 東京ヴァンパイアホテル（2017年6月16日 - 、Amazonプライム・ビデオ） - ノア 役

### テレビ
- ネプ&イモトの世界番付（2012年6月8日 - 、日本テレビ）
- ぐるっと関西おひるまえ（NHK大阪放送局）
- おはよう朝日です（朝日放送テレビ） - リポーター
- 西はりまサタデー9（サンテレビ）

### ラジオ
- サタデーホットリクエスト・WEST（2004年4月 - 2007年3月、NHK-FM）
- 世の中面白研究所（NHK-FM）
- COOL GIRLS（SHIBUYA-FM）

### CM
- GET免許
- コナミ インフォマーシャル
- ミスタードーナツ インフォマーシャル

### プロモーションビデオ
- ジョン・フォックス PV

### 雑誌
- KANSAI1週間
- 大阪市広報部
- 週刊少年マガジン 第42・43合併号（2009年9月16日発売、講談社） - 巻頭グラビア